# Greensburg (Indiana)
Greensburg – miasto w Stanach Zjednoczonych, w stanie Indiana, siedziba administracyjna hrabstwa Decatur.

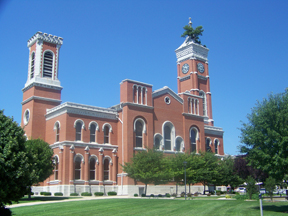
Gmach sądu w Greensburg (2008)